# Caldubotys
Anarmodia is een geslacht van vlinders van de familie van de grasmotten (Crambidae), uit de onderfamilie van de Spilomelinae. De wetenschappelijke naam voor dit geslacht is voor het eerst gepubliceerd in 2019 door Navneet Singh, Jagbir Singh Kirti en Harsimran Singh.
Dit geslacht is monotypisch, dat wil zeggen dat het maar één soort heeft namelijk Caldubotys caldusalis (Walker, 1859) uit India.